# 李龍熙

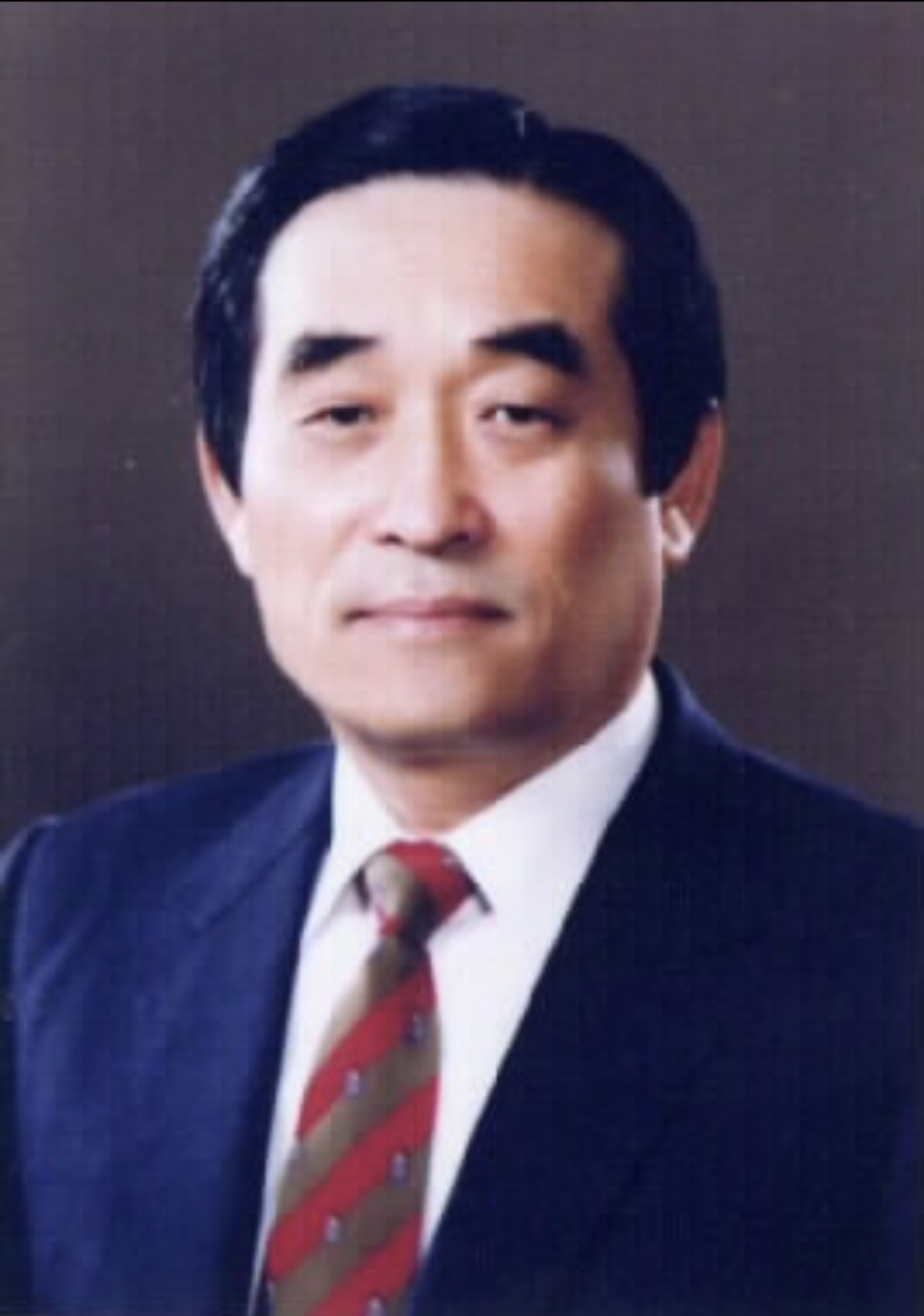
撮影時期不詳

李 龍熙（イ・ヨンヒ、朝鮮語: 이용희、1931年6月10日 - 2022年10月16日）は、大韓民国の政治家。第3代忠清北道議会議員、第9・10・12・17・18代韓国国会議員。本貫は慶州李氏、仏教徒。
金大中の側近で、「DJの右腕」とも呼ばれる。

## 経歴
日本統治時代の忠清北道沃川郡出身。大田師範学校、建国大学校政治外交学科、高麗大学校経営大学院修了。1971年に新民党宣伝局長と「内外問題研究所」企画室長に就任した以降、1973年の第9代総選挙で初当選し、新民党地区党委員長、院内副総務、政務委員、事務総長、統一民主党副総裁、民主党永登浦乙地区党委員長、顧問、新政治国民会議第15代大統領選挙忠北選挙支援団団長、開かれたウリ党常任顧問、第17代国会副議長（2006～2008年）、自由先進党忠北道党委員長、常任顧問、2007年大統領選挙鄭東泳民主新党候補選挙対策委員会最高顧問、18代国会農林水産食品委員会委員、法制司法委員会委員、共に民主党常任顧問を歴任した。1987年の直選制改憲前の「与野党8人政治会談」にも参加した。2022年に持病により91歳で死去した。

## 親族
2007年に胃癌で亡くなったタレントのイ・ジェフンは息子。
元文化体育部長官の李敏燮の娘婿である三男の李在漢は忠清北道南部4郡（報恩郡・沃川郡・永同郡・槐山郡）の選挙区で共に民主党の地域委員長を務めており、国会議員選挙に2回も挑戦したが、2023年現在に当選したことがない。